# Ascomycota
Ascomycota là một ngành thuộc giới Nấm (Fungi), cùng với Basidiomycota, chúng tạo nên phân giới Dikarya. Đây là ngành nấm lớn nhất, với hơn 64.000 loài. Đặc điểm tách biệt của nhóm nấm này là "nang" (ascus) (từ tiếng Hy Lạp: ἀσκός (askos), nghĩa là "túi", "bao"), một cơ quan sinh sản kích thước hiển vi mà trong đó các bào tử, gọi là bào tử nang (ascospore), được tạo ra. Tuy nhiên, vài loài Ascomycota sinh sản vô tính, nghĩa là chúng không có chu kỳ sinh sản, và đo đó không tạo ra ascus hay ascospore. Từng được đặt trong Deuteromycota cùng những nhóm nấm sinh sản vô tính khác, những loài Ascomycota sinh sản vô tính hiện nay được phân loại dựa trên sự tương đồng về hình thái học và sinh lý học với những loài Ascomycota có nang khác, và dựa trên nghiên cứu phát sinh chủng loài học của các trình tự ADN.
Ascomycota là một nhóm đơn ngành, nghĩa là tất cả các loài đều là hậu duệ của một tổ tiên chung. Chúng đặc biệt quan trọng đối với con người vì là nguồn cung cấp dược chất quan trọng, như thuốc kháng sinh, cũng như sản xuất bánh mì, thức uống có cồn, và pho mát, tuy vậy, cũng là mầm bệnh với động thực vật. Nấm cộng sinh để tạo nên đa phần địa y, nhiều trong số này, như Cladonia, thuộc về Ascomycota. Nhiều loài là sinh vật mô hình. Nổi tiếng nhất, Neurospora crassa, nhiều nấm men, và Aspergillus được dùng trong nghiên cứu di truyền học và tế bào học. Penicillium để làm pho mát và tạo thuốc kháng sinh chống nhiễm trùng lại là một ví dụ khác về Ascomycota.

## Phân loại hiện đại
Có ba phân ngành đã được mô tả và công nhận:
- Pezizomycotina là phân ngành lớn nhất và gồm tất cả Ascomycota có ascocarp (quả thể), trừ một chi, Neolecta, thuộc Taphrinomycotina. Nó có thể xem tương đương với một đơn vị phân loại củ, Euascomycetes.
- Saccharomycotina gồm hầu hết nấm men "thực sự", như nấm men baker và Candida, những loại nấm đơn bào có thể sinh sản bằng cách nảy chồi. Đa số những loài này trước đó được xếp vào một nhóm gọi là Hemiascomycetes.
- Taphrinomycotina là một nhóm Ascomycota cơ sở được công nhận sau những nghiên cứu phân tử (ADN). Phân ngành này ban đầu có tên Archiascomycetes (hoặc Archaeascomycetes). Nó gồm cả nấm sợi (Neolecta, Taphrina, Archaeorhizomyces), nấm men sinh sản phân đôi (Schizosaccharomyces), và nấm ký sinh phổi động vật hữu nhũ (Pneumocystis).